# 29686 Raymondmaung
29686 Raymondmaung è un asteroide della fascia principale. Scoperto nel 1998, presenta un'orbita caratterizzata da un semiasse maggiore pari a 2,3587452 UA e da un'eccentricità di 0,0659095, inclinata di 6,45765° rispetto all'eclittica.